# Parafia Przemienienia Pańskiego w Varnsdorfie
Parafia Przemienienia Pańskiego w Varnsdorfie – parafia Kościoła Starokatolickiego w Republice Czeskiej. Proboszczem parafii jest ks. Roland Solloch. Do 1995 roku w Varnsdorfie znajdowała się stolica Kościoła Starokatolickiego w Republice Czeskiej. Nabożeństwa odbywają się w niedzielę o godz. 10:00 i we czwartek o godz. 18:00. 

## Historia
Pierwsi starokatolicy w Varnsdorfie pojawili się zaraz po ogłoszeniu dogmatów Soboru Watykańskiego I. Pierwszym proboszczem parafii w 1872 roku wybrany został ks. Antoni Nittel. W tym samym roku rozpoczęła się budowa kościoła parafialnego, jego uroczysta konsekracja przypadła na 27 grudnia 1874 roku. Od 1879 roku w Varnsdorfie znajdowała się jedna z siedzib biskupstwa Kościoła Starokatolickiego Austrii. Podczas II wojny światowej katedra nie uległa dużemu zniszczeniu, dopiero w okresie wcielenia miasta do komunistycznej Czechosłowacji, w kościele zorganizowano komunalne kolumbarium, a parafia praktycznie przestała działać. Od 1989 roku starokatolicy mają zagwarantowaną wolność sumienia i działania. W 1995 roku siedziba biskupstwa starokatolickiego została przeniesiona do Pragi.